# Yevlax (district)
Yevlax (ook geschreven als Yevlakh) is een district in Azerbeidzjan. Yevlax telt 62.500 inwoners (01-01-2012) op een oppervlakte van 1540 km²; de bevolkingsdichtheid is dus 40,6 inwoners per km².
De hoofdstad Yevlax valt direct onder de nationale regering en maakt dus zelf geen deel uit van het district.